# 傑斐遜維爾 (喬治亞州)
傑佛遜維爾（英語：Jeffersonville）是一個位於美國喬治亞州特維格縣的城市。根據2010年美國人口普查，該地人口為1035人，而該地的面積約為9.50平方千米。同時該地也是特維格縣的縣治。

## 地理
傑佛遜維爾的座標為32°41′02″N 83°20′23″W / 32.68389°N 83.33972°W，而該地的平均海拔高度為158米（即518英尺）。